# 大荆湖
大荆湖是一个位于中国湖南省岳阳市的淡水湖，面积约为8.84平方千米，属于长江区。它的一级流域为长江流域，二级流域为长江干流水系。大荆湖本与长江相通，后因裁弯取直和农田改造等人类活动与长江分隔开。三面环山、一面临水的相对封闭的地理条件，以及适宜的自然环境和丰富的特产，使得这里成为古人良好的生活场所。